# Шафонський Опанас Филимонович
Опанас Филимонович Шафонський (13 (24) грудня 1740, місто Сосниця, Чернігівський полк, Військо Запорозьке Городове, тепер Чернігівської області — 8 квітня (27 березня) 1811, Чернігів) — український лікар, історик Гетьманщини, громадський діяч, один із засновників епідеміології в Російської імперії, син сосницького сотника Чернігівського адміністративного полку.

## Життєпис
Від 1756 року вчився за кордоном, в університеті міста Галле здобув ступінь доктора права, у університеті Лейдена — доктора філософії та у Страсбурзі — доктора медицини (1763).
З 1770 року працював у Москві, де першим розпізнав чумну епідемію й разом з Данилом Самойловичем та Касіяном Ягельським брав активну участь у боротьбі з нею. Видав книжку «Описание о бывшей в Москве язвы и о всех средствах, употребленных для ее прекращения» (1774) та склав медико-топографічний опис Москви.
1781 року повернувся на Гетьманщину, до Чернігова. Спочатку працював головою карного суду, потім генеральним суддею.
На основі матеріалів, зібраних Дмитром Пащенком, написав у 1784–1786 роках довідкову працю «Черниговского намесничества топографическое описание» (1851), видану у Києві по його смерті. У ній зібрано численні відомості з історії України, природи, господарства, населення, говорів української мови (перша спроба характеристики українських діалектів Чернігівщини), соціально-економічного стану, побуту та здоров'я Гетьманщини другої половині XVIII століття.
27 березня 1811 року Опанас Филимонович помер. Поховали його у Чернігові на цвинтарі Воскресенської церкви.

## Вшанування пам'яті
Одна з вулиць та один з провулків Чернігова носять ім'я Опанаса Шафонського.

## Праця
- Черниговскаго Намѣстничества топографическое описаніе съ краткимъ географическимъ и историческимъ описаніемъ Малыя Россіи, из частей коей оное намѣстничество составлено, сочиненное Действительнымъ Статскимъ Советникомъ и Кавалеромъ Афанасіемъ Шафонскимъ съ четырьмя географическими картами. В Черниговѣ, 1786 года. Издалъ Мыхайло Судіенко, 1851, Предсѣдатель Временной Коммиссіи Высочайше учрежденной при Кіевскомъ Военномъ, Подольскомъ и Волынскомъ Генерал-Губернаторе. Кіевъ. Въ Университетской Типографіи. 1851.